# Halichoeres radiatus

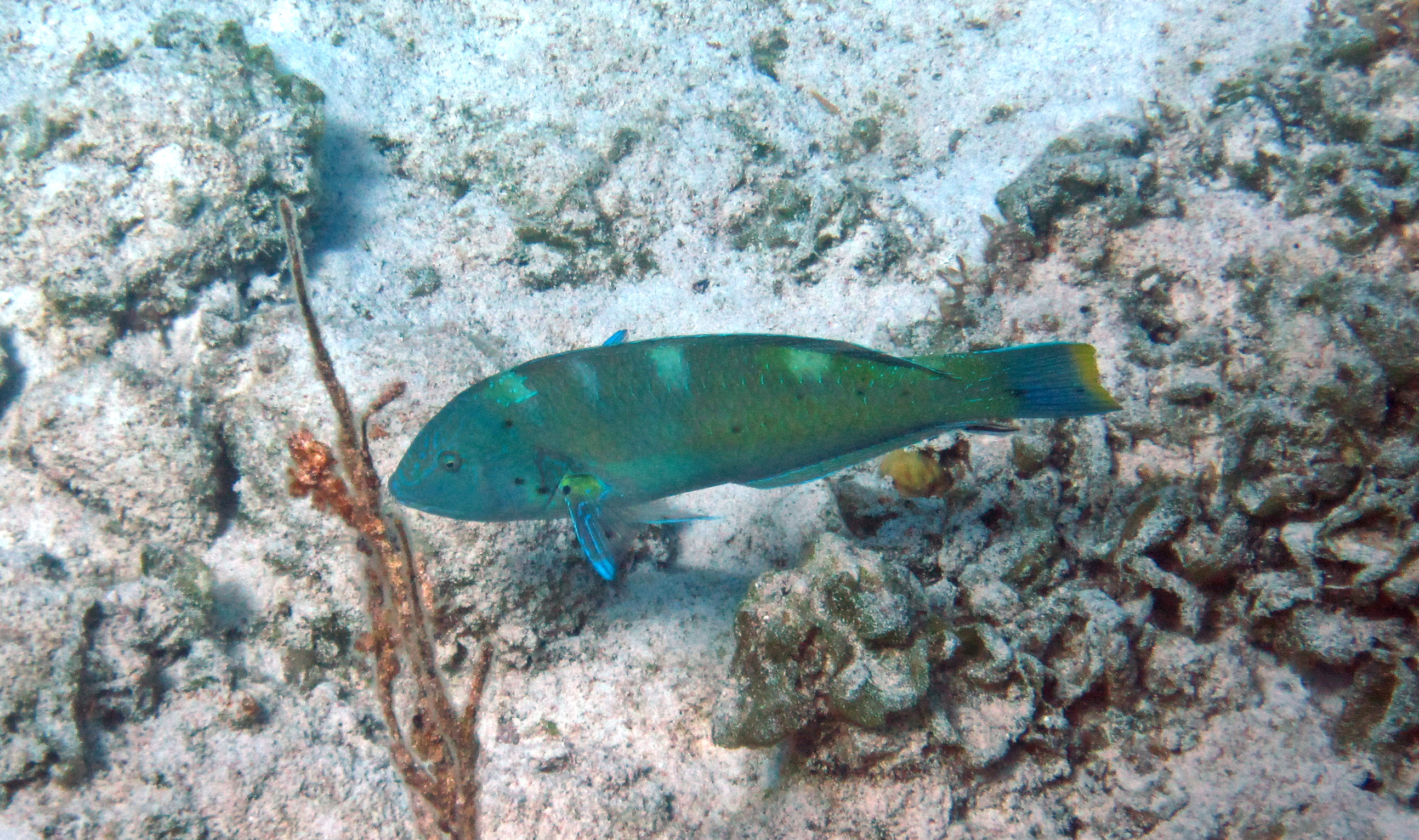
Esemplare fotografato a San Salvador

Halichoeres radiatus (Linnaeus, 1758) è un pesce osseo marino appartenente alla famiglia Labridae diffuso nell'oceano Atlantico.

## Distribuzione e habitat
Questa specie è comune nel golfo del Messico e nel mar dei Caraibi; il suo areale si estende dalla costa degli Stati Uniti (Carolina del Nord) agli arcipelaghi brasiliani di San Pietro e San Paolo e Fernando de Noronha. Risulta invece assente dalle coste del Brasile continentale, dove è sostituito da Halichoeres brasiliensis.
Vive fino a 55 m di profondità in barriere coralline, ma gli esemplari giovani difficilmente si spingono al di sotto dei 5 m.

## Descrizione
Tra le specie atlantiche di Halichoeres, H. radiatus è quella di dimensioni maggiori, raggiungendo una lunghezza massima di 51 cm. Presenta un corpo allungato e compresso lateralmente, con la testa dal profilo relativamente arrotondato negli adulti, priva di scaglie. La pinna caudale ha il margine dritto, la pinna dorsale e la pinna anale sono basse e lunghe e presentano rispettivamente 9 e 3 raggi spiniformi.
I giovani hanno una colorazione arancione e bianca con due macchie nere, una più ampia sulla pinna dorsale e una più piccola alla base della pinna caudale. Gli adulti hanno una colorazione prevalentemente verde-bluastra macchiata di azzurro; l'area alla base delle pinne pettorali è scura e il margine della pinna caudale è giallo. Può essere presente una fascia verticale più chiara a metà del corpo.

## Biologia

### Alimentazione
È onnivoro e si nutre principalmente di molluschi (gasteropodi, bivalvi e chitoni) e altri invertebrati bentonici come ricci di mare (in particolare Diadema antillarum), anellidi e crostacei (sia granchi come Percnon gibbesi sia paguroidi).
Il suo livello trofico è 3,5.

### Riproduzione
È oviparo e non sono note cure verso le uova. Le larve sono planctoniche e misurano intorno a 1,7 mm alla nascita.

## Pesca
Non è di particolare interesse per la pesca commerciale e il consumo di questo pesce può causare ciguatera. È talvolta presente nel mercato dei pesci d'acquario a prezzi elevati; le occasionali catture per l'acquariofilia avvengono soprattutto nel Mar dei Caraibi.

## Conservazione
Halichoeres radiatus è una specie comune per cui non sono note particolari minacce, e il suo areale si sovrappone a diverse aree marine protette, quindi la lista rossa IUCN l'ha classificato come "a rischio minimo" (LC) nel 2010.